# 아문센-스콧 기지

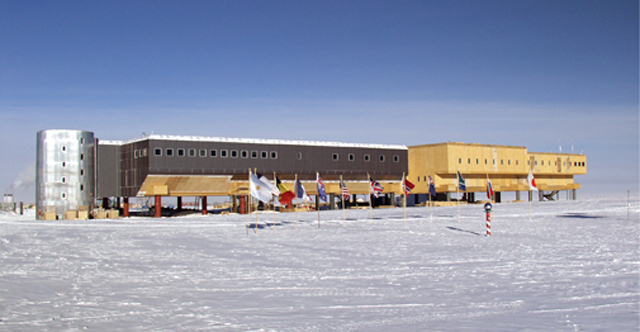
아문센-스콧 기지의 전경

아문센 스콧 남극점 기지(Amundsen-Scott South Pole Station)는 미국의 남극관측기지이다. 1956년 11월, 1957년 국제지구관측의 해를 기념하기 위해 남극점 부근에 건설하였다. 남극점에 최초 도달하기 위해 노력했던 노르웨이의 아문센과 영국의 로버트 스콧의 두 명에게 경의를 나타내기 위해서 아문센 스콧 기지로 명명되었다. 두께 약 2,800m의 얼음 위에서 조금씩 남극점에 가까워지고 있는데, 남극점까지의 거리가 100m 이내로 남아 있다.남극점 근처에는 12개의 깃발이 꽃여있다

## 기지 건물
이전에는 돔 형식의 건물이었으나 건설된지 30년이 지나면서 점차 공간이 비좁게 되었다. 기지에서 인구가 증가하는 것에 대응하기 위해서, 또 눈에 파묻히지 않도록 하기 위해 신설하였고 2003년에 완공되었다. 건물은 이전에 건물별로 분리하여 운용했던 기능을 하나로 정리하여 사용하고 있다. 실내는 적정 온도로 유지하고 있으며, 식당 및 세탁소, 매점 등을 갖추고 있다. 이 근방 지역에서는 매년 눈이 20cm 이상 쌓이기 때문에, 필요에 따라 건물의 높이를 조절할 수 있도록 설계되었다. 기온은 -13.6 °C에서 -82.8 °C까지 관측되었다.

## 같이 보기
- 남극 기지
- 보스토크 기지